# Cassiopea (torpilleur)
Pour les articles homonymes, voir Canopo.
Le Cassiopea (fanion « CS » (puis, plus tard, « F 553 ») était un torpilleur italien de la classe Spica - type Climene lancé en 1936 pour la Marine royale italienne (en italien : Regia Marina).

## Conception et description
Les torpilleurs de la classe Spica devaient répondre au traité naval de Londres qui ne limitait pas le nombre de navires dont le déplacement standard était inférieur à 600 tonnes. Hormis les 2 prototypes, 3 autres types ont été construits : Alcione, Climene et Perseo. Ils avaient une longueur totale de 81,42 à 83,5 mètres, une largeur de 7,92 à 8,20 mètres et un tirant d'eau de 2,55 à 3,09 mètres. Ils déplaçaient 652 à 808 tonnes à charge normale, et 975 à 1 200 tonnes à pleine charge. Leur effectif était de 6 à 9 officiers et de 110 sous-officiers et marins
Les Spica étaient propulsés par deux turbines à vapeur à engrenages Parsons , chacune entraînant un arbre d'hélice et utilisant la vapeur fournie par deux chaudières Yarrow. La puissance nominale des turbines était de 19 000 chevaux-vapeur (14 000 kW) pour une vitesse de 33 nœuds (61 km/h) en service, bien que les navires aient atteint des vitesses supérieures à 34 nœuds (62,97 km/h) lors de leurs essais en mer alors qu'ils étaient légèrement chargés. Ils avaient une autonomie de 1 910 milles nautiques (3 540 km) à une vitesse de 15 nœuds (27,7 km/h)
Leur batterie principale était composée de 3 canons 100/47 OTO Model 1937. La défense antiaérienne (AA) des navires de la classe Spica était assurée par 4 mitrailleuses jumelées Breda Model 1931 de 13,2 millimètres. Ils étaient équipés de 2 tubes lance-torpilles de 450 millimètres (21 pouces) dans deux supports jumelés au milieu du navire. Les Spica étaient également équipés de 2 lanceurs de charges de profondeur et d'un équipement pour le transport et la pose de 20 mines.

## Construction et mise en service
Le Cassiopea est construit par le chantier naval Cantieri Navali del Tirreno à Riva Trigoso (Frazionede la commune de Sestri Levante) en Italie, et mis sur cale le 10 décembre 1935. Il est lancé le 22 novembre 1936 et est achevé et mis en service le 24 juin 1937. Il est commissionné le même jour dans la Regia Marina.

## Histoire de service
Au cours de sa première période de service, le torpilleur Cassiopea opéré dans les eaux de la Sardaigne, basé à La Maddalena.
En 1938, l'unité est commandée par le capitaine de corvette (capitano di corvetta) Vittorio Giannattasio.
Lorsque l'Italie entre dans la Seconde Guerre mondiale, la Cassiopea est le chef d'escadron du IXe escadron de torpilleurs, basé à La Maddalena, qu'il forme avec son navire-jumeau (sister ship) Canopo et les plus âgés Mosto et Cairoli. Il opère principalement sur des missions d'escorte en Sicile, en mer Ionienne et dans le sud de l'Adriatique, ainsi qu'à destination et en provenance de la Libye et de la mer Égée.
Le 6 août 1940, le torpilleur, avec les navires-jumeaux Aldebaran, Pleiadi et Cigno, escorte les croiseurs da Barbiano et Alberto di Giussano et les destroyers Pigafetta et Zeno, engagés dans la pose de barrages de mines dans les eaux au large de Pantelleria.
Au cours de l'année 1941, les mitrailleuses de 13,2 mm, peu efficaces, sont débarquées et remplacées par 10 canons automatiques de 20/65 mm, plus efficaces,,. En outre, deux autres lanceurs de grenades sous-marines sont embarqués.
Du 4 au 5 mai, le navire escorte de Naples à Tripoli, avec les destroyers Vivaldi, da Noli et Malocello et les torpilleurs Orione et Pegaso, un convoi composé des transports de troupes Victoria et Calitea et des cargos Andrea Gritti, Barbarigo, Sebastiano Venier, Marco Foscarini et Ankara.
Le 23 novembre 1941, à deux heures de l'après-midi, le Cassiopea, sous le commandement du capitaine de corvette De Gaetano, quitte Athènes avec son navire-jumeau le Lupo pour escorter jusqu'à Benghazi, en passant par le canal entre Cythère et Anticythère, dans un moment très difficile de la guerre des convois, les vapeurs allemands Maritza et Procida, chargés de fournitures,, en particulier de carburant pour la Luftwaffe. Informé par les messages déchiffrés par Ultra, le commandement britannique fait en sorte que la Force K, composée des croiseurs légers HMS Aurora et HMS Penelope et des destroyers HMS Lance (G87) et HMS Lively (G40), quitte Malte pour attaquer le convoi. La formation britannique est aperçue aux premières heures du 24 novembre par le sous-marin Settembrini, qui la signale à Supermarina, et ce dernier, à son tour, envoie un message à tous les navires en mer. Mais ce message n'est pas reçu à bord du Lupo (leader du convoi), car sa station radio est réglée uniquement sur les fréquences du commandement d'Athènes, au lieu de Supermarina. À son tour, même Supermarina ne sait pas que le Lupo n'ait pas reçu le message, car, selon les ordres de silence radio, les navires ne peuvent pas confirmer la réception des communications. À 10h24 le 24 novembre, un avion de reconnaissance britannique repère le convoi et, à 15h47, les navires de la Force K attaquent les navires italiens et allemands. Le commandant Mimbelli, du Lupo, passe à la contre-attaque, tandis que le Cassiopea reçoit l'ordre de couvrir la retraite des deux vapeurs avec des écrans de fumée. La contre-attaque du Lupo, cependant, n'est pas d'une grande utilité et en moins de dix minutes le Maritza est détruit, ne laissant aucun survivant, et immédiatement après le Procida est coulé avec tout son équipage. Le Cassiopea est légèrement endommagé par des éclats d'obus provenant des explosions. Après une nouvelle contre-attaque infructueuse du Lupo, les deux torpilleurs doivent se retirer, aidés dans leur manœuvre de désengagement par la pluie.
Le 17 janvier 1942, le torpilleur quitte le Pirée pour escorter vers Souda, avec le Lupo, le croiseur auxiliaire Barletta et l'unité d'escorte allemande Drache, les vapeurs Città di Savona, Città di Alessandria et Livorno (ce dernier allemand). Le lendemain, le sous-marin HMS Porpoise (N14) attaque le convoi à la position géographique de 35° 32′ N, 24° 21′ E, sans toutefois causer de dommages (le Livorno que l'on vient de mentionner ne doit pas être confondu avec le navire marchand italien Città di Livorno, qui le même jour saute sur des mines posées par le même HMS Porpoise au large de la Crète).
Du 2 au 3 juillet 1942, le Cassiopea et le Lupo, ainsi que le destroyer allemand Hermes, assurent la protection du mouilleur de mines allemand Bulgaria et du croiseur auxiliaire italien Barletta, engagés dans la pose d'un champ de mines à Zylakes (Grèce).
Du 15 au 17 juillet, le Cassiopea et le Hermes escortent un petit convoi de deux navires marchands de Tobrouk au Pirée.
À une heure du matin du 16 avril 1943, le Cassiopea, commandé par le capitaine de corvette Virginio Nasta, et son navire-jumeau Cigno quittent Trapani, escortant le navire à moteur Belluno, à destination de Tunis. Cette escorte est ensuite renforcée par l'envoi des torpilleurs Climene et Tifone, qui quittent Palerme deux heures plus tard. Le 16 avril à 2h38 du matin, le convoi est attaqué par les destroyers britanniques HMS Paladin (G69) et HMS Pakenham (G06) au sud-ouest de Marsala. Afin de permettre au Belluno de s'échapper indemne avec le Climene et le Tifone, le Cigno et le Cassiopea engagent une bataille contre les deux unités britanniques,, Le feu est ouvert à 2h48 et la situation tourne rapidement au vinaigre pour les deux navires italiens, plus petits et moins armés, qui se défendent toutefois avec acharnement. Tandis que le Cigno coule rapidement avec 103 de ses hommes après un violent choc avec le HMS Pakenham, le Cassiopea, bien que touché à plusieurs reprises et immobilisé, avec de lourdes avaries, de nombreux morts et blessés et des incendies à bord, riposte et lance également une torpille - mais sans succès - sur le HMS Paladin. Le HMS Pakenham est gravement endommagé par 4 obus touchés (une chaudière explose, tuant 10 hommes), tandis que le HMS Paladin est également sérieusement endommagé par des éclats d'obus. Les deux destroyers britanniques doivent finalement se retirer sans attaquer le convoi (qui est arrivé au port indemne), et le HMS Pakenham doit être sabordé à 6h30 du matin en raison de la gravité des dégâts. Le Cassiopea, dérivant en flammes, est secouru par le Climene, qui le remorque à Trapani puis à Tarente pour des réparations, qui durent environ six mois.
À l'armistice du 8 septembre 1943 (Armistice de Cassibile), le Cassiopea est donc encore en réparation, mais, se trouvant dans une base restée sous contrôle italien, il n'est pas perdu.
Pendant la cobelligérance (1943-1945), le torpilleur effectue des missions d'escorte des navires marchands alliés et des flux de ravitaillement pour le personnel militaire et civil italien.

### Service dans la Marina Militare
Après la guerre, l'unité fait partie des navires laissés à l'Italie par le traité de paix et passe donc à la Marina Militare (marine italienne). Il est utilisé pour des missions de formation et de surveillance.
Entre 1950 et 1952, le Cassiopea est reclassé comme corvette rapide et subit d'importants travaux de modernisation, qui impliquent l'élimination des quatre tubes lance-torpilles et l'embarquement d'un lanceur anti-sous-marin "Porcospino".
Après l'entrée de l'Italie dans l'Organisation du traité de l'Atlantique nord (OTAN), le navire reçoit également le nouveau code d'identification F 553 en 1953.
Le navire participe à des opérations avec les forces de l'OTAN.
Radié le 31 octobre 1959, le vieux Cassiopea est envoyé à la démolition.

## Sources
- (it) Cet article est partiellement ou en totalité issu de l’article de Wikipédia en italien intitulé « Cassiopea (torpediniera) » (voir la liste des auteurs).